# Révisionnisme irlandais
 (juillet 2011).
Si vous disposez d'ouvrages ou d'articles de référence ou si vous connaissez des sites web de qualité traitant du thème abordé ici, merci de compléter l'article en donnant les références utiles à sa vérifiabilité et en les liant à la section « Notes et références ».
Le révisionnisme irlandais débute officiellement dans les années 1970 et se veut une démarche scientifique de rectification de l'histoire irlandaise telle que rédigée par les nationalistes irlandais (au pouvoir en Irlande depuis l'indépendance du pays au début des années 1920). En ce sens, le révisionnisme irlandais apparaît comme l'antithèse du nationalisme irlandais.
Elle a donné lieu à une querelle idéologique majeure entre les partisans d'une historiographie irlandaise servie par les nationalistes et les partisans d'une historiographie irlandaise servie par leurs opposants, que les nationalistes ont eux-mêmes nommée « révisionnistes ». 
Du point de vue des nationalistes, le terme « révisionniste » est synonyme de « négationniste » en raison de la neutralité morale affichée par les nouveaux historiens irlandais aussi bien à l'égard de l'occupant et ennemi anglais qu'à l'égard du peuple irlandais dont ils minimisent ainsi, affirment-ils, la longue histoire de souffrance.
Cette neutralité, dont le fondement se veut pourtant scientifique et tenterait à éviter tout parti pris dans l'analyse des événements constitutifs de l'histoire irlandaise, est en effet inconcevable pour les nationalistes irlandais cherchant à poursuivre la lutte contre la puissance anglaise qui occupe toujours une partie de l'île (Irlande du Nord).
Inversement, pour les « révisionnistes » irlandais, ce sont les historiens nationalistes qui ont fait œuvre de révisionnisme dans leur écriture partiale de l'histoire irlandaise où chaque grande catastrophe, économique, humanitaire ou autre, est systématiquement imputée au colonialisme et à l'impérialisme anglais. Chaque camp s'accuse donc mutuellement de révisionnisme.
Parallèlement à ce révisionnisme historique propre à l'Irlande, on parlera également de révisionnisme culturel irlandais. Ce dernier, sans être pour autant la pure émanation du premier, apparaît notamment dans les œuvres de certains romanciers ou poètes irlandais modernes qui ont ainsi tenu à exprimer leurs doutes ou leurs désaccords avec le nationalisme irlandais et la politique mise en œuvre par les nationalistes depuis l'indépendance de la république d'Irlande.

### Ouvrages sur le révisionnisme historique irlandais
- Boyce, David George et O’Day, Alan (Dirs.) : The Making of Modern Irish History : Revisionism and the Revisionist Controversy. Londres, Routledge, 1996.  (ISBN 978-0415121712)
- Brady, Ciaran (Ed.) : Interpreting Irish History : The Debate on Historical Revisionism, 1938-1994. Dublin, Irish Academic Press, 1994.  (ISBN 978-0716525462)

### Ouvrages sur le révisionnisme culturel irlandais
- Morgan, E. : Re-inventing the Republic : Irish Cultural Revisionism and the Legacy of Partition, (Thèse). Bloomington, Indiana University, 1998[réf. nécessaire]